# Рысайкино
Рысайкино (чув. Ӑрсиел) — село в Похвистневском районе Самарской области, административный центр сельского поселения Рысайкино.
Численность населения села составляет 899 человек (2010 г.).
Национальный состав (2010): чуваши — 72 %, русские — 21 %, татары — 4 %.

## География
Расположено на крайнем востоке области на реке Тергала, в 12 км к северо-востоку от Похвистнево, в 16 км к северо-западу от Бугуруслана и в 145 км к северо-востоку от Самары.
Село вытянуто вдоль реки, с юга к селу примыкает село Алькино (оба населённых пункта фактически образуют единое село, протянувшееся вдоль реки почти на 6 км, но относятся к разным сельским поселениям). Через село проходит автодорога Похвистнево — М5 — Клявлино.

## История
Земли, на которой чуваши основали Рысайкино, были куплены у татар, потомков рода Манаша, которые владели этой территорией с 1618 года, а возможно и ранее.
Договорная запись о припуске служилыми тарханами Казанской дороги, Кипчакской волости Заитом Абдуллиным с товарищами ясачных чуваш Казанского уезда Рысая Лякова с товарищами на свою вотчинную землю по реке Большой Кинель от 12 августа 1757 года.
«Лета 1757 августа 12 дня Уфимского уезда Казанской дороги Кипчатской волости служилые тарханы, старшина Заит Абдулов с братьями своими тарханами ж, Мухаметем, Танатаром, Смаилом Абдуловыми, Усман Уразметев, Султангул Тименеев, Башир Шарыпов, будучи в городе Уфе от Крепостных дел, дали сию запись Казанского уезда Асокиной сотни деревни Аксубаевой ясачным чувашам Рысаю Лякову с товарищи 20-ти чувашам в том, что припустили мы, тарханы, их, чуваш, для владения и поселения дворами с нами вообще на старинную жалованную прадедам, дедам и отцам нашим вотчинную землю, которою мы, тарханы, по грамотам и по данному из Оренбургской губернской канцелярии указу владеем одне, а она, наша земля, состоит в Уфимском
Л. 21об.: уезде, в Кипчатской волости близ Казанского уезда по межам и урочищам, а именно по речке Кирикали и по обе стороны с устья и до вершины, а от той речки поворот вправо до вершины речки Каза-елги и поворот по ней вниз по правой стороне до речки Карагали, а от речки Карагали до ключа Чагиль-елги, который вышел из чёрного лесу, устьем впал в озеро Карасье и в Кинель реку по левую сторону до устья речки Савруши и до елхового колка, а от того колку поворот влево до верхнего того ж колка конца и до речки Анлы-елги до суходолья, а от него по левую ж сторону поворот через сырт до липового суходолья, а от того олшанной бани и до речки Кирикали впредь на сорок лет, и за то взяли мы, тарханы Заит с товарищи (…) вместо оброку за все оные годы денег 80 рублей (…)».
В селе родился Герой Советского Союза Фёдор Ижедеров.